# Козаревина
Козаревина је насељено мјесто у општини Фоча, Република Српска, БиХ. Према попису становништва из 1991. у насељу је живио 101 становник.

## Становништво
| Националност       | 1991. | 1981. | 1971. |
| Срби               | 65    | 109   | 162   |
| Муслимани          | 36    | 36    | 51    |
| Југословени        |       | 6     |       |
| остали и непознато |       | 2     |       |
| Укупно             | 101   | 153   | 213   |

| Демографија | Демографија | Демографија |
| Година      | Становника  | Становника  |
| ----------- | ----------- | ----------- |
| 1971.       | 213         |             |
| 1981.       | 153         |             |
| 1991.       | 101         |             |